# Michael Wolff (Wirtschaftswissenschaftler)
Michael Wolff (* 1975) ist ein deutscher Wirtschaftswissenschaftler.

## Leben
Von 1994 bis 1999 studierte er Betriebswirtschaftslehre an der Goethe-Universität mit den Schwerpunkten Organisation, Controlling und Wirtschaftsinformatik (Abschluss: Diplom-Kaufmann). Am Lehrstuhl für strategisches Management und Organisation an der Handelshochschule Leipzig war er von 2000 bis 2003 bei Hagen Lindstädt wissenschaftlicher Mitarbeiter; hier wurde er zum Dr. rer. oec. promoviert. Von 2003 bis 2004 war er Dozent für Strategisches Management und Organisation an der Handelshochschule Leipzig. Von 2004 bis 2006 war er Berater bei McKinsey & Company, Inc. (Hamburg) mit Projekten im Bereich der strategischen Repositionierung und der organisatorischen Neuausrichtung im In- und Ausland (Europa, USA und Afrika). Von 2006 bis 2010 war er wissenschaftlicher Assistent am Institut für Unternehmensführung am Karlsruher Institut für Technologie bei Hagen Lindstädt. 2010 forschte er an der Copenhagen Business School. 2010 erhielt er den Ruf auf den (W2-)Lehrstuhl für Betriebswirtschaftslehre, insbesondere Corporate Governance an der Universität Mainz (angenommen). 2011 erhielt er den Ruf auf den (W3-)Lehrstuhl für Allgemeine Betriebswirtschaftslehre, insbesondere Strategisches und Internationales Management an der Philipps-Universität Marburg (abgelehnt). 2011 erhielt er den Ruf auf den (W3-)Lehrstuhl für Betriebswirtschaftslehre mit dem Schwerpunkt Management und Controlling an der Georg-August-Universität Göttingen (angenommen). 2017 erhielt er den Ruf auf die Professur für Management Control and Strategy Implementation an der Wirtschaftsuniversität Wien (abgelehnt). Seit 2011 ist er Inhaber der (W3-)Professur für Betriebswirtschaftslehre mit dem Schwerpunkt Management und Controlling in Göttingen.
Seine Forschungsschwerpunkte sind Elemente einer wertorientierten Unternehmensführung; insbesondere Ausgestaltung und Wirkung von Value Based Management-Systemen, Anforderungen an moderne CFOs und ihre Organisation, Erfolgsfaktoren von strategischen Transformationsprozessen und Zielorientierte Ausgestaltung der Kapitalmarktkommunikation; Instrumente der Unternehmenssteuerung; insbesondere Big Data and Predictive Analytics, Design von Anreizsystemen für Führungskräfte und Mitarbeiter mit einem Schwerpunkt auf aktienbasierten Elementen, Ausgestaltung von Zentralfunktionen mittels Kompetenz- und Shared-Service-Centern und Digitalisierung von Controllingprozessen; und Elemente von Corporate Governance-Systemen; insbesondere Implikationen von Aufsichtsratsstrukturen und -prozessen auf die Unternehmensleistung und -entscheidungen, Interaktion zwischen Aufsichtsrats- und Eigentümerstrukturen, Wirkungsweisen von Corporate Governance Kodices und die Rolle institutioneller Rahmenbedingungen für die Wirkungsweise von Corporate Governance-Mechanismen.

## Schriften (Auswahl)
- Informationsorientiertes Organisationsmanagement. Die Gestaltung organisationaler Entscheidungsprozesse. München 2003, ISBN 3-87988-758-6.